# 佐竹の乱
佐竹の乱（さたけのらん）は、佐竹宗家と佐竹庶流（山入氏）の間で起きた争乱。別名、山入の乱、山入一揆とも言う。

## 解説
およそ100年間の争乱で一時的に佐竹宗家が弱まる原因にもなった。

### 山入氏の起源
山入氏の始祖は佐竹貞義の子であり、佐竹義篤の弟でもある佐竹師義が「観応の擾乱」で戦功を挙げ、その子与義が山入、小田野、高柿、松平などの地を与えられ、山入氏を名乗った事から始まる。

### 乱の発端
1407年に義篤の孫義盛が没し嗣子がいなかったので上杉氏からの入嗣をしたが、この際に山入氏や一族の長倉氏が源氏である佐竹家に藤原姓の養子が来るのに反発した。だが反対を押し切り関東管領の山内上杉憲定の子義憲を迎えた。

### 上杉禅秀の乱
その頃、鎌倉公方の足利持氏と関東管領の上杉氏憲が対立し、「上杉禅秀の乱」が起こる。関東管領を罷免された氏憲に替わる新管領には義理の兄義基が就任したので、山入氏は氏憲側につき、元々鎌倉府よりだった佐竹氏は持氏側についた。この乱は上杉氏憲が敗れて自刃したことで乱は鎮圧。山入氏は足利持氏に降伏したが、佐竹氏の支族の稲木氏や長倉氏などは持氏に反抗を続け、持氏の命により佐竹義憲がこれを鎮圧。常陸国はこれで安定したかに見られたが、山入氏の義憲に対する叛意はしっかりと残っていた。その後、山入与義は常陸守護に就任したが、鎌倉にて殺された。与義の跡は義郷が継いだがそれからしばらくして没し、祐義がその跡を継いだ。

### 永享の乱
それから、幕府と鎌倉公方との間で永享の乱が起こる。持氏は敗れ自殺したため義憲は隠居し、義従に家督を譲った。

### 対立の激化
15世紀末頃から佐竹氏と山入氏の中で衝突が繰り返されるようになる。そのなか佐竹氏の義治が没し、その跡を義舜が継いだ。そのわずか4ヶ月後に山入氏、佐竹一族、さらには水戸氏までもが一気に佐竹氏の本城の太田城を攻撃し、義舜は孫根城に逃れた。しかし山入義藤が没したため和議の機運が高まり、岩城氏の斡旋によって実現した和議では氏義は小野崎・江戸氏との関係を絶ち、義舜ならびに岩城氏に同心することを誓ったが、山入氏は太田城を明け渡さないどころか孫根城を攻め、義舜を東金砂山にまで追いつめた。しかし一族の小野崎氏や江戸氏などが義舜に協力したため、山入軍は敗戦した。その後、徐々に態勢を立て直した義舜が太田城奪還に成功し、山入氏義は本拠の国安城に逃れるもそこでも敗れて、一族の小田野義正に捕らわれて、下野国茂木にて、子の義盛とともに斬首された。
これにより、佐竹氏と山入氏の戦いに終止符が打たれた。